# Garry Herbert
Garry Gerard Paul Herbert (Londres, 3 de octubre de 1969) es un deportista británico que compitió en remo como timonel.
Participó en dos Juegos Olímpicos de Verano, obteniendo una medalla de oro en Barcelona 1992, en la prueba de dos con timonel, y el octavo lugar en Atlanta 1996, en el ocho con timonel.
Ganó dos medallas en el Campeonato Mundial de Remo, en los años 1991 y 1993.

## Palmarés internacional
| Juegos Olímpicos   | Juegos Olímpicos         | Juegos Olímpicos  | Juegos Olímpicos |
| Año                | Lugar                    | Medalla           | Prueba           |
| ------------------ | ------------------------ | ----------------- | ---------------- |
| 1992               | Barcelona (España)       | Medalla de oro    | Dos con timonel  |
| Campeonato Mundial |                          |                   |                  |
| Año                | Lugar                    | Medalla           | Prueba           |
| 1991               | Viena (Austria)          | Medalla de bronce | Ocho con timonel |
| 1993               | Račice (República Checa) | Medalla de oro    | Dos con timonel  |